# 新希望党
新希望党（タイ語：พรรคความหวังใหม่、ラテン文字転写：Phak Khwam Wang Mai、英語：New Aspiration Party）は、タイに存在した政党。新熱望党と訳されることもある。
1990年、チャワリット・ヨンチャイユット元タイ王国陸軍司令官（陸軍大将）が創設した。まだ軍人がクーデターで政権を掌握することが当然視されていたなかで、それは時代遅れだとして、選挙を通じて政権を樹立することを強く主張した上での結党であった。
1991年にスチンダー・クラープラユーン軍事政権とチャムロン・シームアン元バンコク都知事率いる民主化を求めるデモ隊が衝突（暗黒の5月事件）したのちの総選挙では民主党などと組み、チュワン・リークパイ5党連立政権に加わった。しかし1994年に連立を離脱した。
その後は国民党のバンハーン・シラパアーチャー7党連立政権に参加したのち、再度の総選挙を経てチャワリットが首相になった。しかし折悪しくアジア通貨危機が発生、これにチャワリット政権はなす術もないまま崩壊した。
2001年の総選挙ののち、与党として最大政党となったタイ愛国党に吸収合併された。その後も愛国党への合流を拒んだグループが選挙に参加したが、議席は獲得できなかった。